# روتي (خبز)
| link = | هذه المقالة يمكن توسيعها اعتمادا على الترجمة في ويكيبيديا الإنجليزية. اضغط [هنا] للتعليمات. - تُعدُّ الترجمةُ الآليةُ من كوكل بمثابةِ نقطةِ انطلاقٍ مُفيدةٍ للترجمات، ولكن يَجبُ على المُترجمينَ مُراجعةُ الأخطاءِ الّتي قد تُصاحبُ الترجمةَ حسبَ الضرورة، والتأكيد على دقةِ الترجمة، بدلاً من مجردِ نسخِ النصِّ المُترجمِ آلياً إلى ويكيبيديا. - لا تُترجمِ النصَّ الذي يبدو غيرَ موثوقٍ أو مُنخفضَ الجودة. تَحقِّقْ من النص بالتأكدِ من المَراجعِ الواردةِ في المقالةِ باللغةِ الأجنبية «إذا كان ذلك مُمكناً». - يجب إضافة قالب {{صفحة مترجمة}} بعد الترجمة إلى صفحة نقاش المقالة لضمان الامتثال لحقوق النشر. - لمزيد من الإرشاد، انظر ويكيبيديا:ترجمة مقالات إلى العربية. |

روتي (بالإنجليزية: Roti)‏ هو خبز مفرود أصله من شبه القارة الهندية. وهو مشهور في الهند، سريلانكا، باكستان، نيبال، بنغلاديش، جزر المالديف، ميانمار، ماليزيا، إندونيسيا، سنغافورة، تايلاند، غيانا، سورينام، جامايكا، ترينيداد وتوباغو، موريشيوس وفيجي.

## معرض الصور

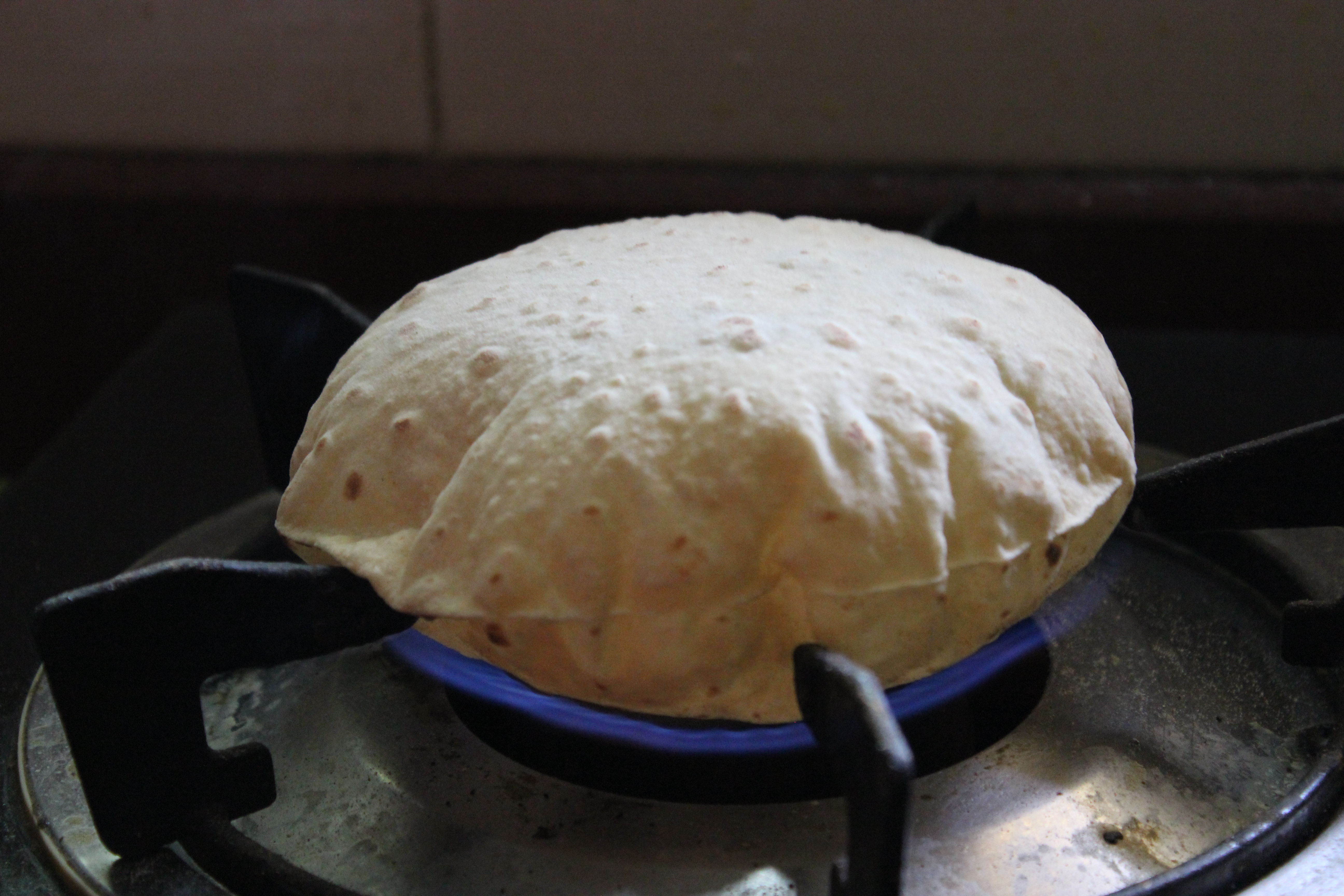
فولكا روتي (Fulka Roti). تُشبه الخبز عربي (خبز البيتا).
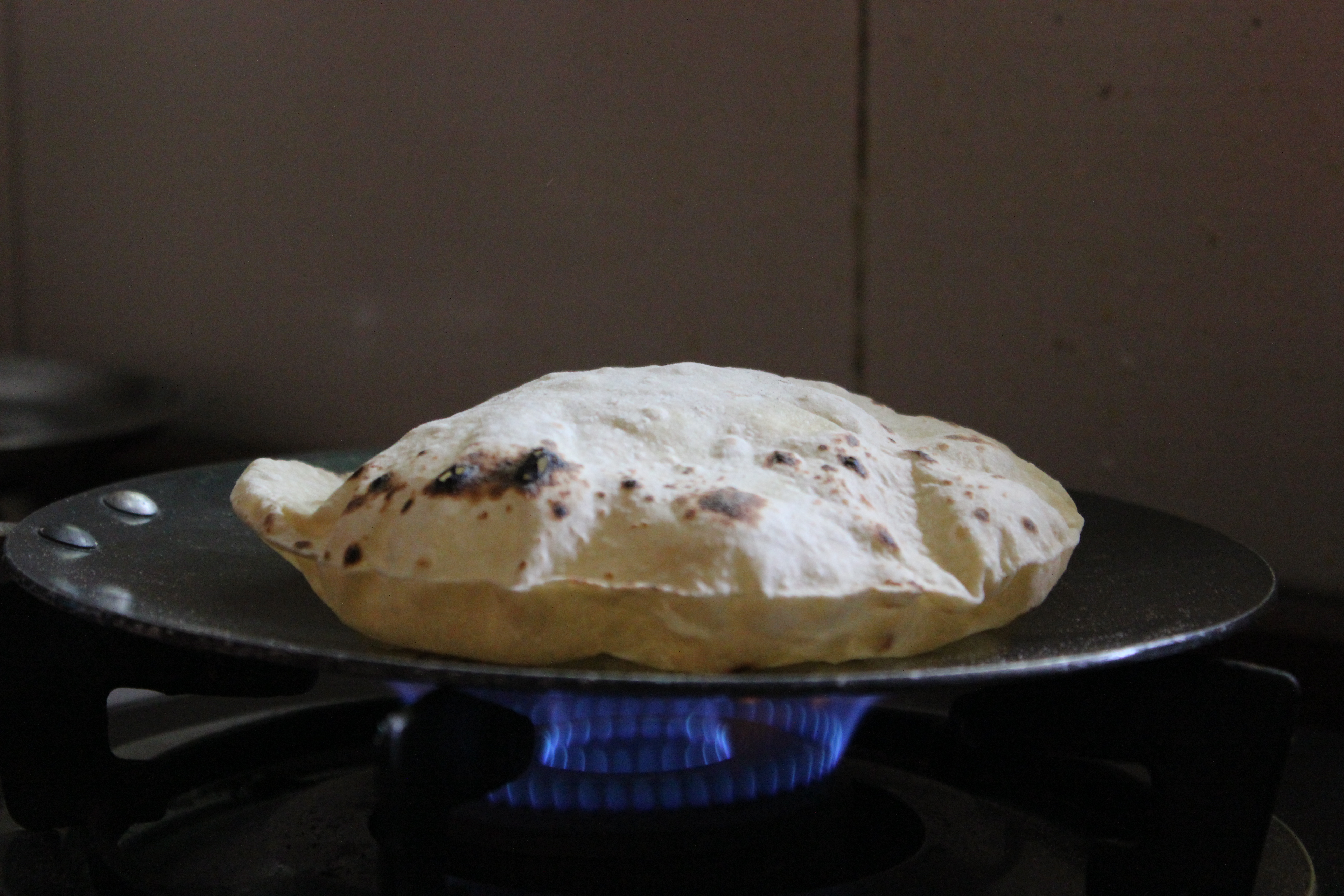
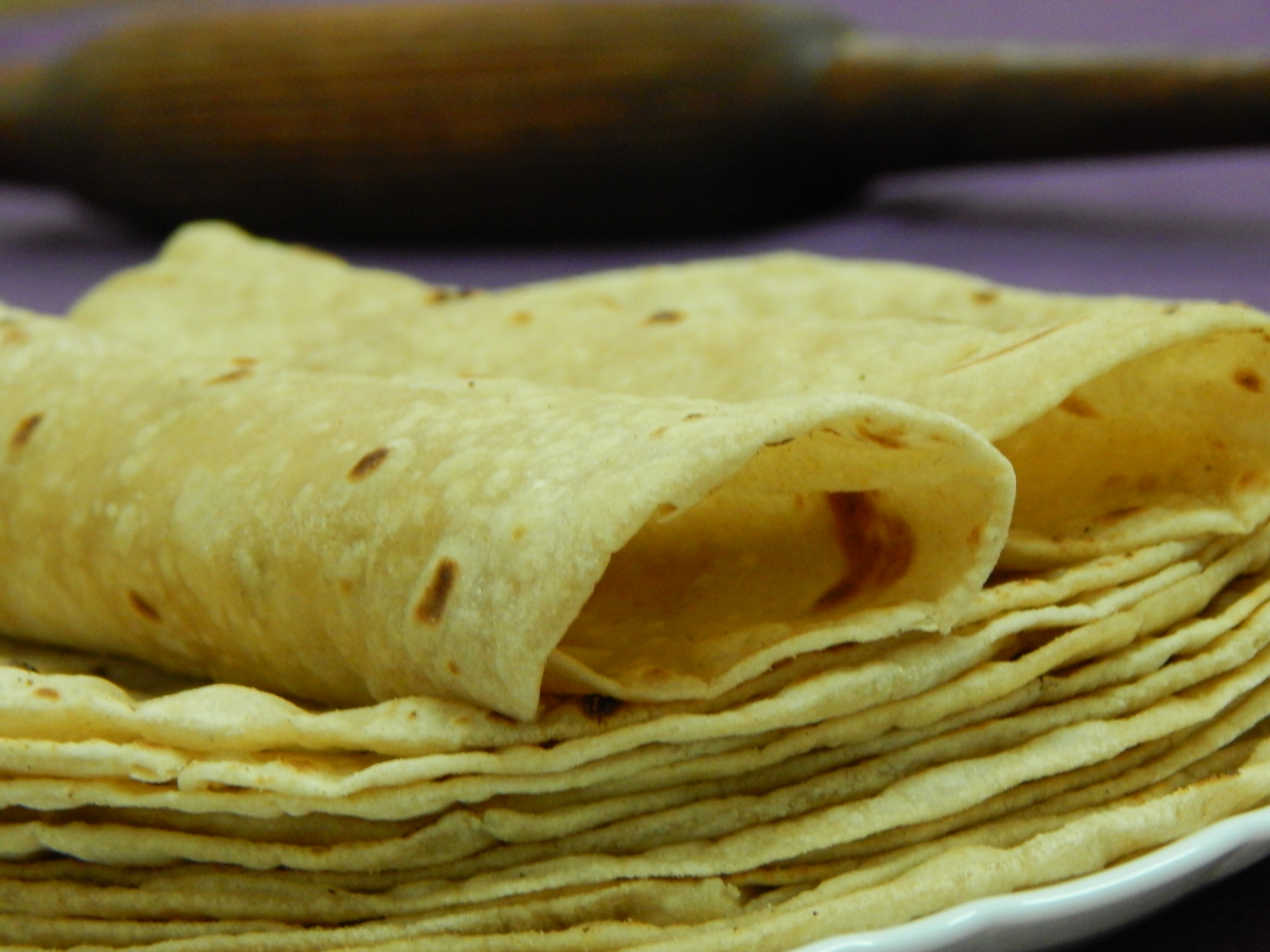
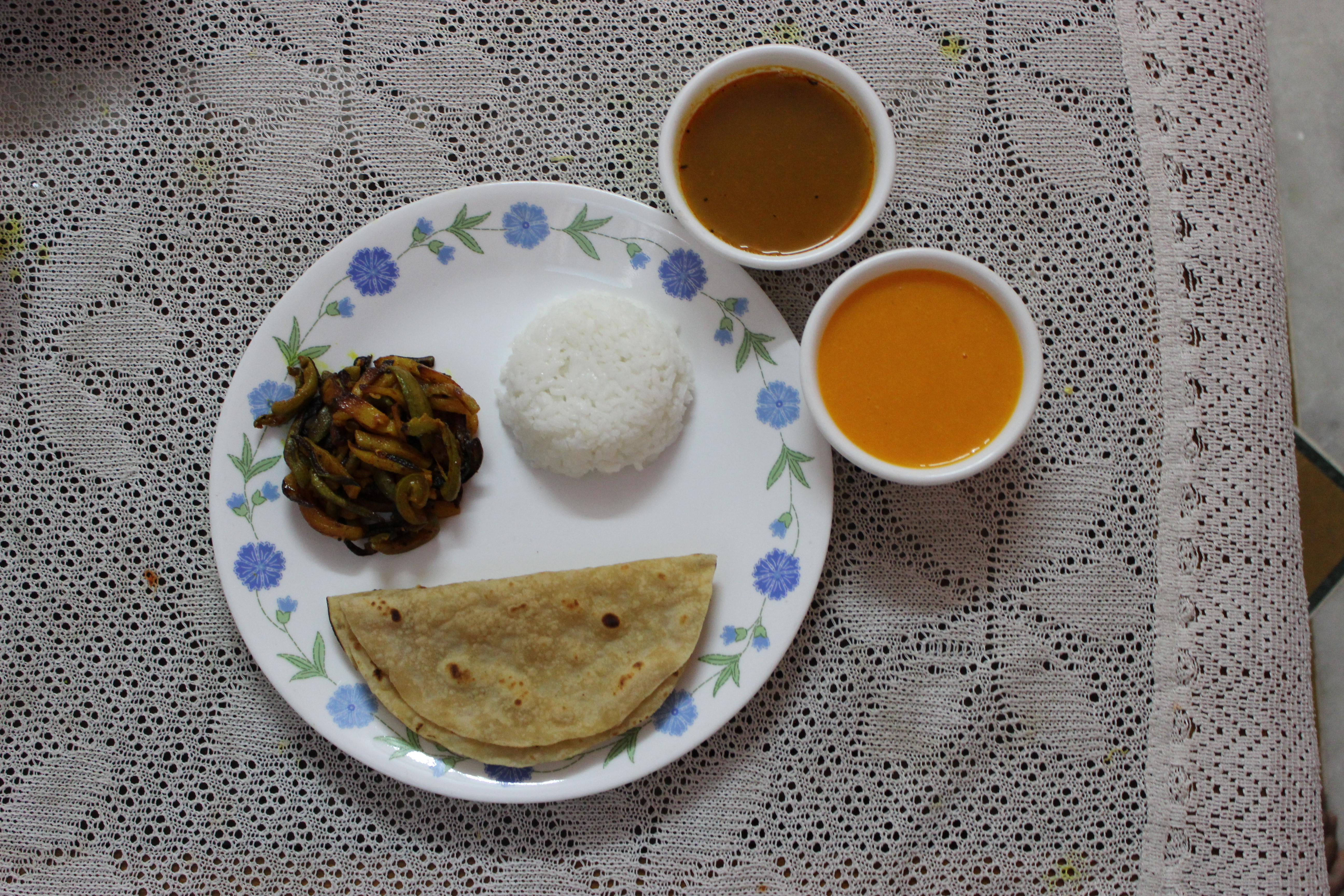
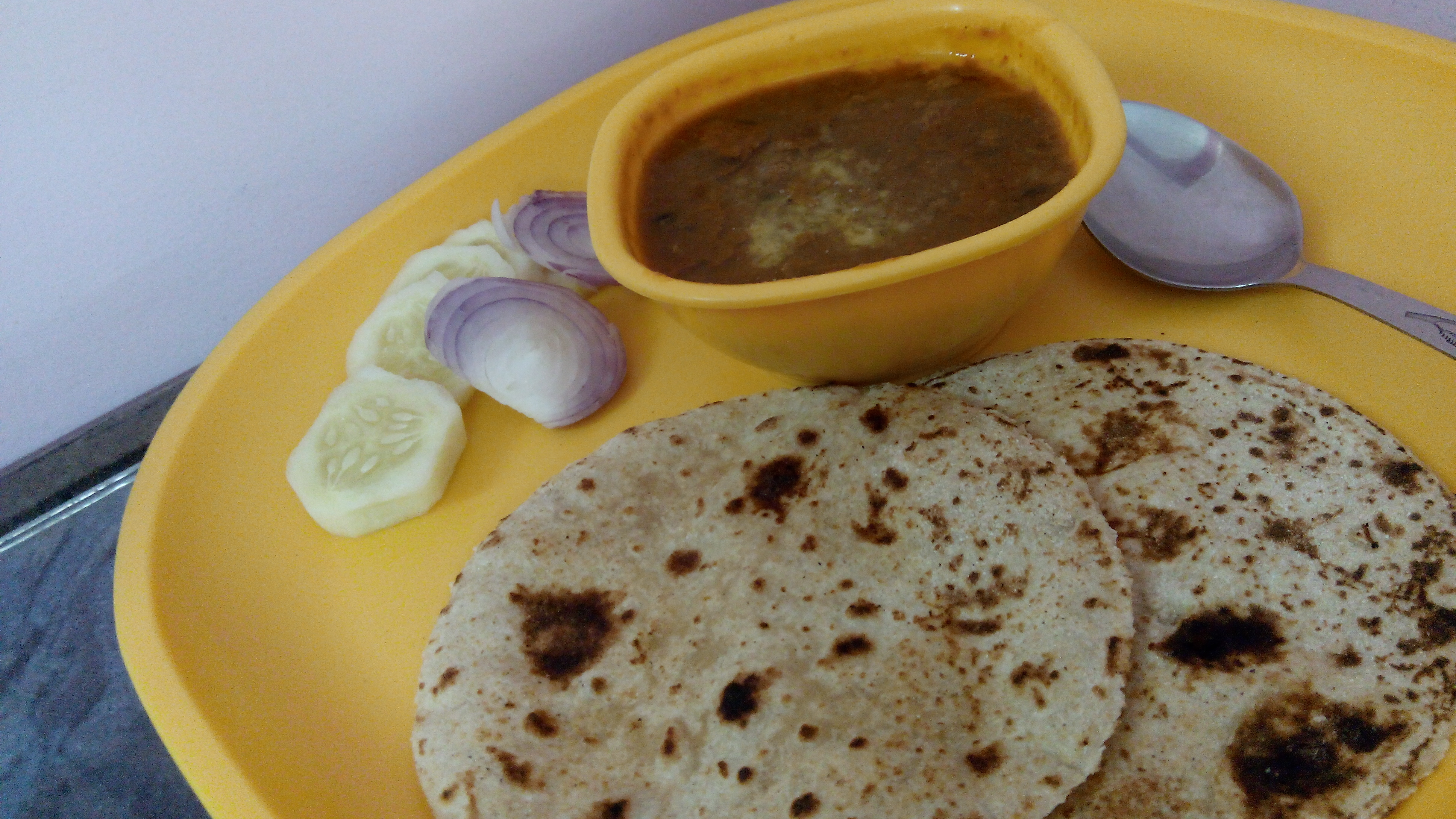
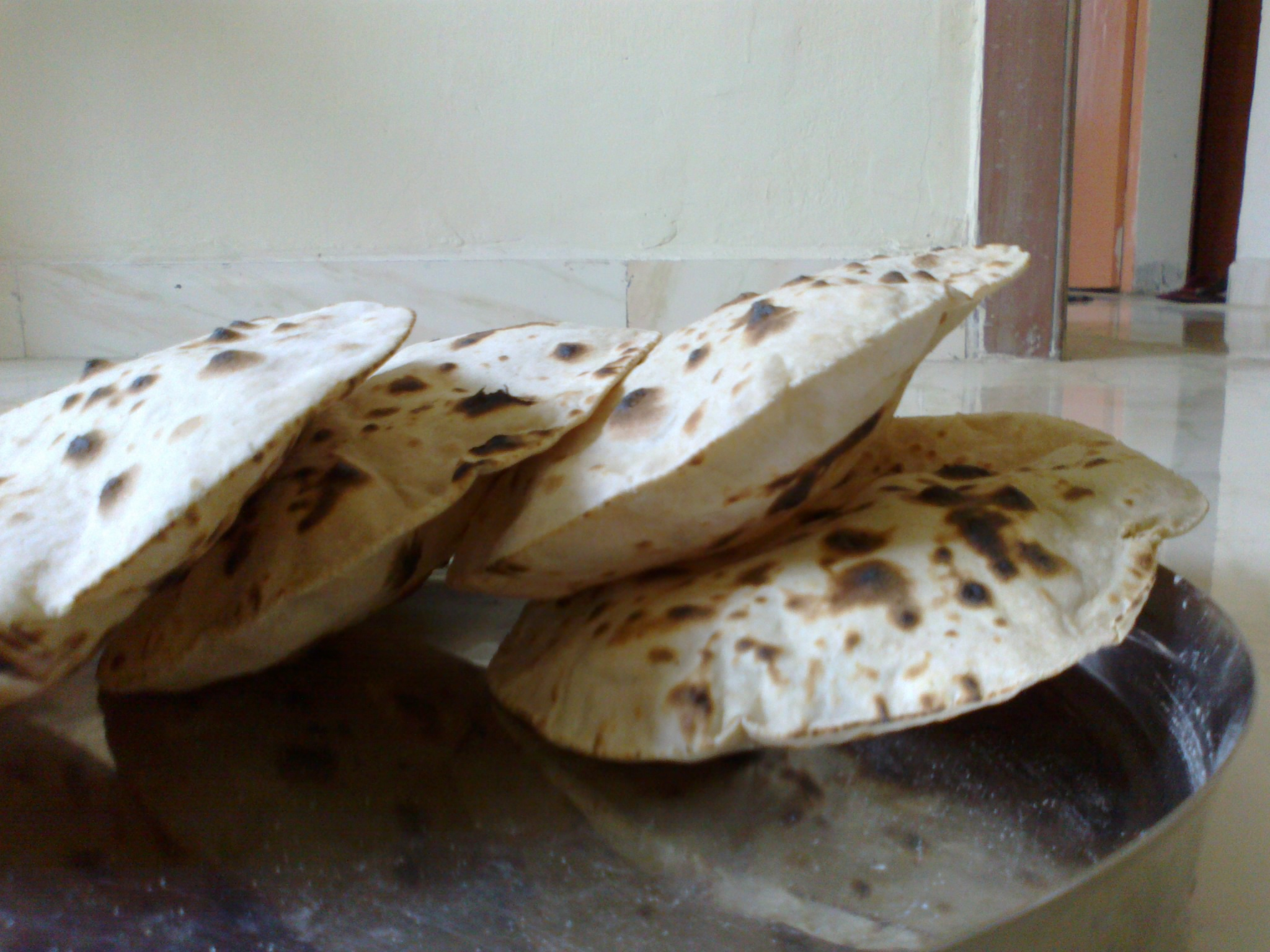
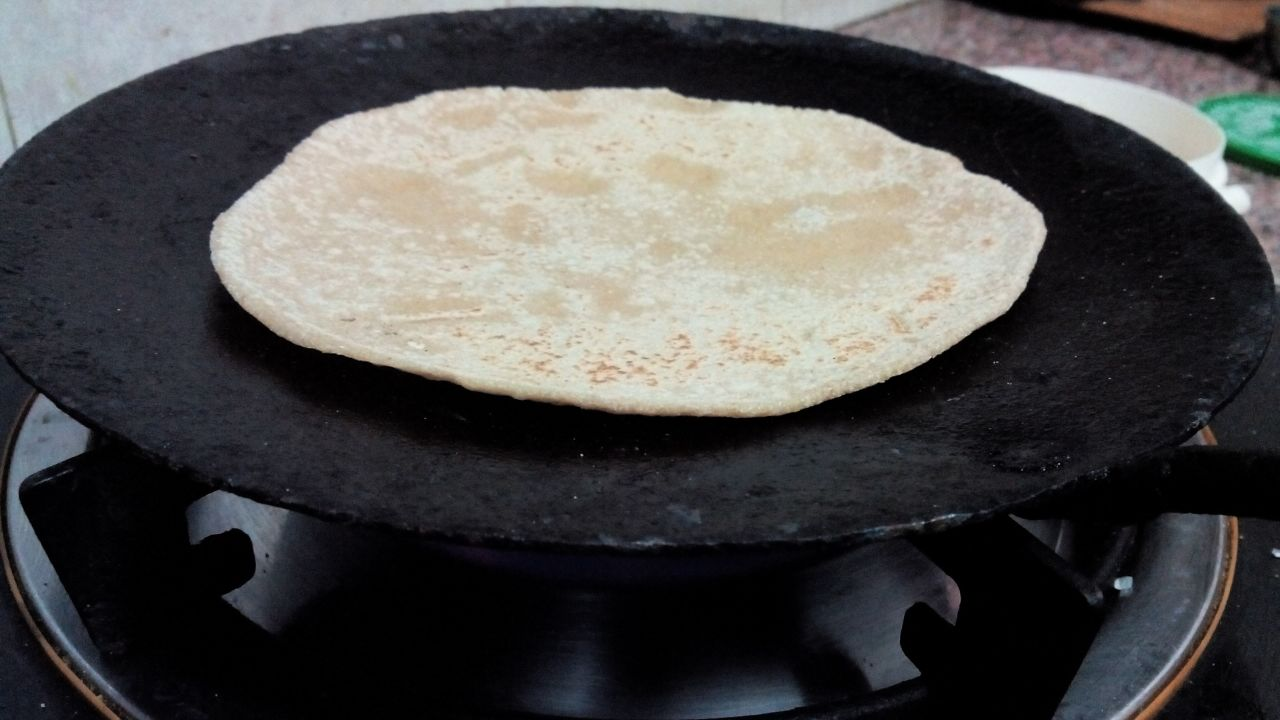